# Vô ngã
Vô ngã (無我, sa. anātman, pi. anattā), là một trong Ba pháp ấn (sa. trilakṣaṇa) (Tam Pháp Ấn) của sự vật theo Phật giáo.
Vô ngã là pháp ấn chỉ có trong Phật giáo, cho rằng, không có một Ngã (sa. ātman, pi. attā), một cái gì trường tồn, bất biến, cốt tủy, vững chắc, tồn tại mà không phụ thuộc vào cái khác. Nghĩa là sự vật có mặt là do duyên sinh (tùy thuộc điều kiện) khởi phát, chứ sự vật không có quyền gì với sự sinh ra và sự hoại diệt của chính nó. Như thế, theo đạo Phật, cái ngã, cái "tôi" là không có mà chỉ là một tập hợp của Ngũ uẩn (sa. pañcaskandha), luôn luôn thay đổi, sinh diệt. Vô Ngã là một trong 3 pháp ấn. Hai pháp ấn còn lại là Khổ và Vô Thường. Cái gì có sinh thì phải có diệt là vô thường; cái gì vô thường thì là khổ; cái gì khổ mà nó biến đổi theo duyên sinh (không tùy thuộc vào ý muốn của nó) thì là vô ngã. Mọi pháp hữu vi (pháp có sinh thì có diệt) thì là Khổ, Vô Thường, Vô Ngã. Pháp Vô Vi (pháp không có sự tạo tác nên không có sự diệt) cũng là vô ngã. Pháp Vô Vi không có tính chất Vô thường và Khổ như pháp hữu vi.

## Kinh văn
Kinh Vô ngã tướng (pi. anattālakkhaṇasutta, Saṃyutta Nikāya 22.59, bản dịch của Thích Minh Châu) bàn về vô ngã.

## Thuyết Vô ngã trong Thượng Toạ bộ
Câu hỏi giáo lý vô ngã thật sự là gì và có đúng là giáo lý của đức Phật lịch sử hay không đã gây nhiều cuộc tranh luận dài dẳng trong giới Phật học. Thượng Toạ bộ (sa. sthaviravādin, pi. theravādin) và Thuyết Nhất Thiết Hữu bộ diễn giảng những lời dạy của Phật bằng một cách mà, qua đó, họ quả quyết là không có một tự ngã nào, như chúng ta có thể dễ dàng tìm thấy trong các tác phẩm của họ.
Từ attā (thân danh từ attan) trong tiếng Pali là một đại từ phản thân chính quy (regular reflexive pronoun), được dịch thành "nơi chính người ấy", "chính tôi" tuỳ trường hợp. Nếu attā là một thật danh từ (substantive) thì cũng không phải lúc nào dịch là "ngã" cũng đúng, mà thỉnh thoảng chính xác hơn nếu ta sử dụng từ "bản chất", hay "nội tại [của người ấy]". Để diễn tả một "cá nhân" thì Thượng Toạ bộ dùng chữ Pali puggala (bổ-đặc-già-la 補特伽羅, sa. pudgala), trong ngôn ngữ hằng ngày ta cũng có thể hiểu đây là chủ thể của các hoạt động tâm lý cũng như thân thể. Hai chữ khác thường gặp là satta (chúng sinh, sa. sattva) hoặc từ ghép nāmarūpa (danh sắc), trong trường hợp này đặc biệt chỉ một "cá nhân được hợp thành".
Thượng Toạ bộ cũng tìm cách tiếp cận vấn đề vô ngã, nhưng lại không hoàn toàn sa lạc vào phương pháp thuần lý luận như Thuyết Nhất Thiết Hữu bộ. Họ cũng không tìm cách giải quyết những gì đức Phật lịch sử để lại không giải thích. Tuy nhiên, họ vẫn muốn kiến lập một toà nhà tư tưởng tiền hậu nhất trí, tổng hợp và giải thích những vấn đề triết học và thuộc về những vấn đề triết học này – điều dĩ nhiên – là vô ngã, một vấn đề par excellence được ghi lại trong nhiều bộ kinh. A-tì-đạt-ma bảy phần của Thượng Toạ bộ được hình thành trên chính cơ sở này.
Sự tái sinh không có một tự ngã được đức Phật giải thích qua thuyết Duyên khởi với mười hai nhân duyên hệ thuộc. Các vị Cao tăng Thượng Toạ bộ phát triển từ cơ sở này một thế giới quan mang tính chất năng động tương quan. Tất cả những gì hiện hữu, kể cả con người, đều là một tiến trình được hình thành bởi những tính chất đặc thù, được gọi là Pháp (hoặc đạt-ma, pi. dhamma, sa. dharma), H.W. Schumann tóm tắt như sau (Buddhismus, tr. 118.):
Các pháp được kiến tạo bởi những pháp khác, kết hợp với những pháp hiện hành để trở thành những kết hợp khác hình thành thế giới hiện hữu, để rồi sau đó huỷ hoại, trở thành nhân duyên cho những pháp khác, nhường chỗ cho những pháp khác xuất hiện. Chúng không phải là những đặc tính của một thật chất, mà phối hợp không cần một chủ thể để trở thành những hiện tượng "con người" và "thế giới". Các pháp tương tự như một giai điệu âm nhạc. Không một âm nào có thể tồn tại lâu hơn một phần giây, một khoảnh khắc người ta có thể nghe được nó, nhưng chính qua đó mà những đơn âm này có thể tiếp nối nhau để tạo thành một giai điệu. Hiện thật chỉ nằm trong thế giới hiện tượng được tạo bởi chư pháp. Không có sự tồn tại, chỉ có sự lưu chuyển.
Người ta phân biệt hai tiến trình của chư pháp, bên trong và bên ngoài. Tiến trình bên trong giải thích những hiện tượng xảy ra nội tâm, sự thăng trầm của tâm thức chúng ta và sự biến chuyển liên tục của các mối tư duy. Vì Phật định nghĩa "thế giới" chính là những gì được phản ánh trong tâm thức cho nên tiến trình bên trong này của Thượng Toạ bộ cũng giải thích hiện tượng "thế giới chủ quan". Tuỳ theo sự xuất hiện của chư pháp và sự kết hợp của chư pháp trong tâm thức mà hình tượng của thế giới bên ngoài biến chuyển.
Tiến trình bên ngoài tạo cơ sở lý thuyết cho sự tái sinh không một chủ thể. Một tiến trình được khởi động bằng nghiệp và hình thành một "cá nhân" nhất định tuỳ theo chất lượng của chính nghiệp này. Mặc dù các biểu thị như "khổ", "nghiệp" và "giải thoát" được quy về một chủ thể, nhưng theo Thượng Toạ bộ thì chủ thể này chỉ là một cái gì đó mang tính chất kinh nghiệm, một khối tổng hợp tạm thời của chư pháp, không có một thật thể nào.
Đại luận sư Phật Âm (pi. buddhaghosa) viết như sau trong bộ luận Thanh tịnh đạo (Bản dịch của Nyānatiloka, Der Weg zur Reinheit, tr. 597, 719-720):
Thượng Toạ bộ liệt kê 82 pháp khác nhau và quan trọng ở đây là sự phân loại chư pháp thành hữu vi (pi. saṅkhata) và vô vi (pi. asaṅkhata). Các pháp hữu vi chính là những nhân tố hình thành cuộc sống, thế giới và khổ ách. Pháp vô vi duy nhất là Niết-bàn. Như đặc tính "vô vi" cho thấy, pháp này không được tạo bởi nghiệp lực mà tồn tại thường hằng.
Như vậy thì theo Thượng Toạ bộ, thế giới chung quy được hình thành bởi chư pháp. Chỉ chư pháp mới là hiện thật. Thượng Toạ bộ nhấn mạnh vai trò của ngôn ngữ trong thế giới chúng ta. Tỉ-khâu Na-tiên nói với vua Di-lan-đà: "Xe" chỉ là một biểu thị, một cách gọi, một tên được sử dụng khi các yếu tố quy tụ, và trường hợp "cá nhân" cũng tương tự như vậy (Frauwallner: Geschichte der Buddhistischen Philosophie, tr. 69-70).
Nhưng qua đó thì một vấn đề khác lại xuất hiện: Sự thừa nhận chư pháp mang một thật thể, một ngã. Tuy nhiên, giữa lập trường chấp pháp ngã này và chấp ngã của Bà-la-môn giáo có một điểm tương phản rất lớn, được Volker Zotz ghi lại rất chính xác (Die Geschichte der buddhistischen Philosophie, S. 73.):
"Việc phản bác một thật thể chủ quan dẫn đến trường hợp thừa nhận hiện thật của các pháp khách quan. Để chứng minh 'con người' không có một ngã, một bổ-đặc-già-la thì chư pháp lại mang những đặc tính của một ngã. Nhưng, vì đây không phải là một nguyên tắc mà chỉ là một mạng lưới nhân duyên sinh khởi, cho nên, không một pháp nào trở thành cái tuyệt đối, như trường hợp Ātman trong Ấn Độ giáo."

## Bổ-đặc-già-la của Độc Tử bộ
Độc Tử bộ được khai sáng bởi một cao tăng tên Độc Tử (sa. vātsīputra) thuộc nhánh Trưởng lão bộ. Trước khi hoà nhập tăng-già, vị này theo giáo lý Bà-la-môn. Tài liệu của trường phái này đã bị huỷ gần hết, chỉ còn bốn tác phẩm đã được dịch sang Hán văn trong Đại Chính Tân tu Đại Tạng kinh. Ngoài ra, người ta có thể tìm thấy lập trường của Độc Tử bộ trong các bộ luận của các trường phái khác.
Đối nghịch quan điểm của các trường phái Phật giáo khác, Độc Tử bộ thừa nhận một bổ-đặc-già-la (पुद्गल, pudgala), một "cá nhân" và cá nhân này là chủ thể của sự tồn tại, sự chuyển biến và sự tịch diệt.

### Ba đặc tướng của bổ-đặc-già-la
Theo Tam-di-để bộ luận thì ba đặc tướng xác định một bổ-đặc-già-la như sau:
1. Bổ-đặc-già-la được xác định qua cơ sở (sa. āśrayaprajñaptapudgala).
Cơ sở đây chính là ngũ uẩn. Bổ-đặc-già-la này hơn là sự tổng hợp của ngũ uẩn và là nhân tố chính phối hợp đời sống của một cá nhân. Nói cách khác: Bổ-đặc-già-la chính là nhân vật nắm giữ một thân thể, gìn giữ nó một khoảng thời gian nhất định để rồi tiếp nhận một thân thể khác sau khi chết. Bổ-đặc-già-la tương tự một người mang nhiều quần áo khác nhau. Mối tương quan đặc thù giữa ngũ uẩn và bổ-đặc-già-la được gọi là tương tục thống nhất thể của một cá nhân và tương tục thống nhất thể này là một cái gì đó độc lập không hệ thuộc. Nếu có một tương tục thống nhất thể thì phải có người chủ của sự tương tục này. Bổ-đặc-già-la chính là người sống một thời gian, là người vui mừng hoặc âu lo về nghiệp quả của mình. Bổ-đặc-già-la là cơ sở của trí nhớ, của tâm thức v.v...
2. Bổ-đặc-già-la được xác định qua sự chuyển đổi (sa. saṃkramaprajñaptapudgala).
Bổ-đặc-già-la được xác định qua sự chuyển đổi là một cách gọi tương ưng với ba chi phần khác: Quá khứ, vị lai và hiện tại. Sự kiện này chứng minh việc tương tục thống nhất thể không những lưu chuyển trong hiện tại, mà có nguồn gốc từ dĩ vãng và sẽ tiếp tục lưu chuyển trong tương lai. Hơn nữa, đây cũng là cách giải thích của Độc Tử bộ về "người tiếp nhận quả báo", mối tương quan giữa người tạo nghiệp và người thụ nhận.
3. Bổ-đặc-già-la được xác định qua sự diệt độ (sa. nirodhaprajñaptapudgala).
Mục đích ở đây là đề cao sự kiện Phật hoặc một A-la-hán, sau khi đạt vô dư y Niết-bàn là hiện thân của một người đạt giải thoát, lưu trú trong an lạc.
Theo Độc Tử bộ thì có năm nhân tố có thể nhận thức được (sa. jñeya) mà trong đó, ba nhân tố đầu là ba loại pháp hữu vi, là các pháp ta có thể tìm thấy trong quá khứ, hiện tại và vị lai. Nhân tố thứ tư là một pháp vô vi, là Niết-bàn. Nhân tố thứ năm là cái "bất khả thuyết" (sa. avaktavya), chính là bổ-đặc-già-la, chẳng thuộc vào pháp vô vi, mà cũng chẳng thuộc vào pháp hữu vi.
Bổ-đặc-già-la không khác nhưng cũng không giống ngũ uẩn. Bổ-đặc-già-la không thể là ngũ uẩn, vì nếu như vậy, y phải xuất hiện và huỷ diệt cùng với ngũ uẩn. Bổ-đặc-già-la cũng không khác ngũ uẩn, bởi vì nếu khác, y có thể tồn tại bên ngoài ngũ uẩn, và trường tồn, không mang một đặc tính nào, giống như hư không, không có khả năng hoạt động.
Ngoài ra, Độc Tử bộ còn đề xướng 15 thuyết mà trong đó, hai điểm rất quan trọng quy về thuyết vô ngã: 1. Có một thật thể bất hoại và 2. Chỉ có một cái tuyệt đối, là Niết-bàn.
Giáo lý của Độc Tử bộ có thể xem là phản ứng trực tiếp đối đầu thuyết đạt-ma của Thượng Toạ bộ, đặc biệt là các học giả chuyên theo A-tì-đạt-ma. Độc Tử bộ tìm cách giải quyết vấn đề Phật lưu lại hiển nhiên khi nói đến thuyết vô ngã: Một mặt nói về sự tái sinh và giải thoát của một chúng sinh có vẻ như chúng sinh này tồn tại một cách cụ thể và mặt khác nói đến thuyết nhân duyên sinh và vô ngã mà vì thế, chúng sinh ấy không thể tồn tại. Độc Tử bộ biện luận rằng, nếu có tái sinh và giải thoát thì tất nhiên có một chủ thể tái sinh và đạt giải thoát.
Song song với vấn đề phải suy nghĩ như "làm mà không có người làm" cũng có một vấn đề thực tế khác: Tại sao một người nào đó phải trau dồi kiến thức, tuân thủ giới luật và thực hành thiền định nếu không phải chính ông ta thâu nhận những kết quả ấy? Đối với Độc Tử bộ thì luật nhân quả chỉ có ý nghĩa khi có một chủ thể tiếp nhận quả báo của chính mình làm, tốt cũng như xấu.

### Tạng Kinh
- Kinh Tứ Niệm Xứ Lưu trữ ngày 2 tháng 9 năm 2013 tại Wayback Machine (Chánh Niệm là Tứ Niệm Xứ), Trung Bộ Kinh
- Kinh Đại Niệm Xứ Lưu trữ ngày 19 tháng 7 năm 2013 tại Wayback Machine, Trường Bộ Kinh
- Kinh Trường bộ Lưu trữ ngày 23 tháng 11 năm 2013 tại Wayback Machine
- Kinh Trung Bộ Lưu trữ ngày 14 tháng 11 năm 2013 tại Wayback Machine
- Kinh Tương Ưng Bộ Lưu trữ ngày 1 tháng 6 năm 2013 tại Wayback Machine
- Kinh Tăng Chi Lưu trữ ngày 4 tháng 10 năm 2013 tại Wayback Machine
- Tạng Luận Lưu trữ ngày 29 tháng 7 năm 2013 tại Wayback Machine
- Tạng Luật Lưu trữ ngày 2 tháng 8 năm 2013 tại Wayback Machine

### Sách chuyên khảo
- Collins, Stevens: Selfless Persons. Imagery and Thought in Theravāda Buddhism. Cambridge: Cambridge University Press 1982.
- Conze, Edward: Buddhistisches Denken. Drei Phasen der buddhistischen Philosophie in Indien. Frankfurt/Main 1988 (Buddhist Thought in India, London 1962).
- Frauwallner, E.:

Geschichte der indischen Philosophie I-II, Salzburg, 1953-1956.
Die Philosophie des Buddhismus. Philosophische Grundtexte; Berlin 1956.
- Glasenapp, H. v. (Herausg.): Pfad zur Erleuchtung. Buddhistische Grundtexte, München: Diederichs, 1974. (Diederichs Gelbe Reihe)
- Halbfass, Wilhelm: Karma und Wiedergeburt im Indischen Denken. München: Hugendubel, 2000 (Diederichs Gelbe Reihe).
- Nyānatiloka (Übers.): Visuddhi Magga. Der Weg zur Reinheit, Konstanz 1952.
- Schumann, H. W.: Buddhismus. Stifter, Schulen und Systeme. München: Diederichs, 1993 (Diederichs Gelbe Reihe).
- Taishō Tripiṭaka Vol. 25, No. 1506 三法度論 (Tridharmakaśāstra, TDS), Vol. 32, No. 1649 三彌底部論 (Sāṃmitīyanikāyaśāstra, SNS). CBETA Chinese Electronic Tripitaka V1.0 (Big5) Normalized Version, Release Date: 1999/12/10. Distributed free of charge. For details please read at http://ccbs.ntu.edu.tw/cbeta/result/cbintr_e.htm
- Thich Thien Chau (Thích Thiện Châu 釋善珠):

"The Literature of the Pudgalavādins". In: Journal of the International Association of Buddhist Studies.
La Littérature des Personalistes dans le Bouddhisme Ancien. Editions de Ho Chi Minh Ville 1999.
- Zotz, Volker: Geschichte der Buddhistischen Philosophie, Hamburg, 1996.